# Tatxers
Tatxers és un grup de música de Pamplona que barreja estils com el pop-rock, l'oi! i la subcultura mod. El 2020 va publicar la maqueta Garaipen kutrea, i el 2021 l'EP Hiruzpalau amets larri. El grup també ha col·laborat amb Chill Mafia i va participar en el recopilatori Kaosa Euskal Herrian.

## Discografia
- Garaipen kutrea (2020)[5]
- Hiruzpala amets larri (EP, 2021)
- Tatxers (2023)
- Ezpatei disdira! (2024)[6]